# 雅各布·英厄布里格森
雅各布·英厄布里格森（挪威語：Jakob Ingebrigtsen，2000年9月19日—）是一名挪威男子田径运动员，主攻中长距离赛跑，是目前男子1500米、2000米和3000米三项世界记录保持者。他的两个哥哥亨里克和菲利普均为田径运动员，同时也和雅各布一样都获得过欧洲田径锦标赛男子1500米赛跑的冠军，他的父亲耶尔特（Gjert）担任他们的教练。雅各布·英厄布里格森曾在2019年进行的英力士1:59挑战赛中担任助跑员。2021年8月7日，他在2020年夏季奧林匹克運動會男子1500米比賽中獲得金牌並打破奧運會紀錄。2024年，他在巴黎奥运会男子5000米比赛中获得金牌。